# Volvo F10, F12, en F16

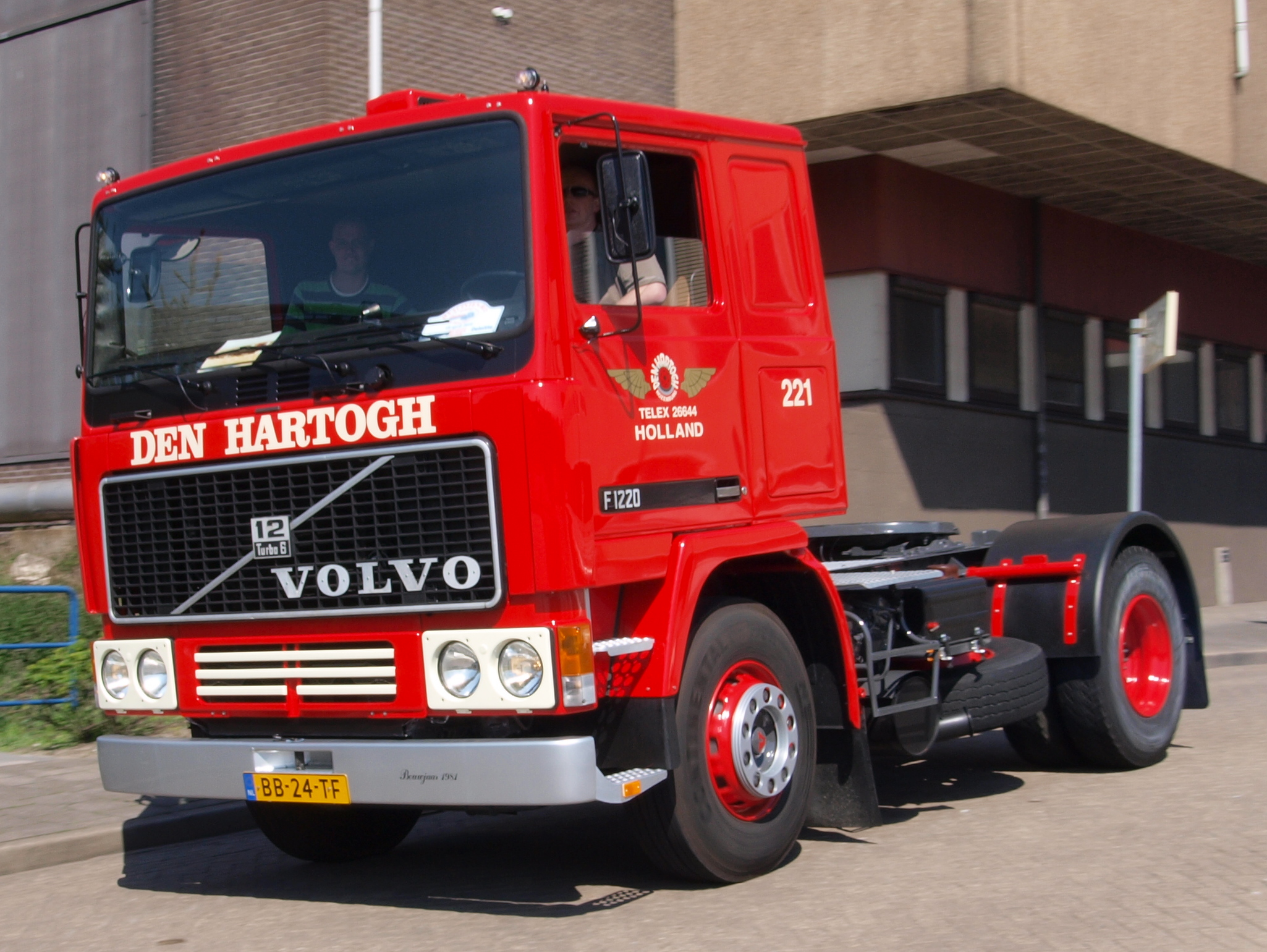
Een Volvo F12 uit 1981.

Volvo F10, F12 en F16 zijn een reeks van vrachtwagens geproduceerd door Volvo Trucks tussen 1977 en 1993. De F10 en F12 werden gelanceerd in 1977, met vele innovatieve functies voor hun tijd, vooral een veiligheidscabine met een hoog niveau van de ergonomie voor de bestuurder. De F16 werd gelanceerd in 1987 en was krachtiger. Volvo vervaardigde ongeveer 200.000 trucks in de reeks tussen 1977 en 1993.
De basis chassisonderdelen en ook aandrijflijncomponenten van de vrachtauto werden geïntroduceerd in 1977 waren grotendeels gebaseerd op die welke geïntroduceerd waren in 1973 voor Volvo N-reeksvrachtwagens. De nummering van deze modellen vertelt de cilinderinhoud in liters. Diverse vermogens werden aangeboden, en de motoren hebben een aantal wijzigingen door de jaren heen gekregen. Alle motoren zijn zescilinder turbodieselmotoren van Volvo's eigen merk. Wat bijzonder is, is het grote slagvolume per zuiger, waar andere fabrikanten een motor monteren met meer cilinders.
De serie kreeg twee belangrijke upgrades tijdens de productie. De eerste in 1983, waarbij grote veranderingen in de cabine (grotere voorruit en verhoogde dak) een nieuwe chassis met inbegrepen gewichtsafname en parabolische veren en de ruime "Globetrotter" cabine werd aangeboden als een optie. De motoren kregen ook een upgrade, maar het vermogen was onveranderd. Dankzij deze upgrade verkreeg het de titel International Truck of the Year.
De tweede upgrade kwam in 1987, met de komst van de krachtige F16 en een aantal cosmetische veranderingen. De F16-truck had een nieuwe zes-in-lijn-cilinder, met vier kleppen per cilinder en een hooggeplaatste nokkenas. Hij werd op grote schaal gebruikt voor het vervoeren van grote treingewichten, zoals hout-bakwagens in Scandinavië (een markt die tot nu toe gedomineerd door Scania-trucks aangedreven door de Scania V8-motor) en road trains in Australië.
De F-serie werd vervangen door de Volvo FH-serie in 1994.